# Rao Co
Rao Co är en bergstopp i Laos, på gränsen till Vietnam. Den ligger i den centrala delen av landet, 300 km öster om huvudstaden Vientiane. Toppen på Rao Co är 2 286 meter över havet.
Terrängen runt Rao Co är bergig åt nordväst, men åt sydost är den kuperad. Rao Co är den högsta punkten i trakten. Runt Rao Co är det mycket glesbefolkat, med 5 invånare per kvadratkilometer. Det finns inga samhällen i närheten. I omgivningarna runt Rao Co växer i huvudsak städsegrön lövskog.